# حامول ياباني
حامول ياباني (الاسم العلمي:Cuscuta japonica) هو نوع من النباتات يتبع جنس الحامول من الفصيلة المحمودية.